# Vasja vas, Štalenska gora
Vasja vas (nemško Lassendorf) je naselje v občini Štalenska gora v okraju Celovec-dežela na severno-osrednjem robu Celovškega polja na Koroškem v Avstriji.
Skupaj z Dominčo vasjo tvori občinsko središče z občino, gostilno, veleblagovnico za vsak dan in šolo.

## Poimenovanje
Pavel Zdovc je zapisal rabo krajevnega imena kot sledi: Vásja vás (á – â), pri Šenttomažu, tudi Vasja vas pri Škofjem dvoru; v Vásji vási, v Vásjo vas, iz Vásje vasí; kraj pogov. Vása vas; vasóvški; Vasóvčani.

## Cerkvena ureditev
Vasja vas pripada dvojezični dekaniji Tinje, ki je bila do leta 1938 slovenska (razen Otmanj, ki so bile dvojezične, nemško-slovenske) ter je sedaj uradno dvojezična, medtem ko je župnija Timenica, kateri pripada Vasja vas, uradno le še nemška. 

## Zgodovina
Zgodovina Vasje vasi je na tesno povezana z lokalno koroško, koroško-slovensko ter cerkveno zgodovino.
Leta 1217 je tirolski grof Albert III. podaril posestvo Vasja vas in - v primeru smrti brez dediča - celotno posestvo Timenica  cistercijanski opatija Vetrinj. V zameno naj bi v njegovem imenu v kolegijski cerkvi postavili oltar, na katerem naj bi vsako noč gorela svetilka, vsak dan pa naj bi bila maša. Poleg tega naj bi iz dohodka tega posestva vsak dan nahranili eno revno osebo. Leta 1217 pa je Albert na svojem rodbinskem sedežu, tirolskem gradu, očitno podaril nekaj, s čimer ni mogel razpolagati brez omejitev, saj je Vasja vas ob reševanju spora s salzburškim nadškofom že podaril in ga dobil nazaj v fevd. Vendar je nadškof Eberhard II. 25. septembra 1218 privolil v pobožno donacijo Vetrinju.
Albert III., ki je imel v letih 1217/18 očitno zdravstvene težave in zato je poskrbel za svojo smrt, je okreval in živel še več kot 30 let, pri čemer je očitno pozabil izpolniti svoje pobožne obljube. Jeseni 1252, ko ga je nadškof po izgubljeni bitki pri Greifenburgu zadržal kot talca v Brežah, je obnovil svojo donacijo - verjetno ne povsem prostovoljno. Vasja vas je bila tako izvzet iz Timenice in se je razvila v lastno majhno sodno okrožje.
Vasja vas je bila v začetku 13. stoletja „naselje osvobojenih“, vendar ne v smislu popolne osebne svobode. Veliko bolj verjetno je, da je bilo nekdanje gospostvo razdeljeno med podanike v obliki kmečkih hub oziroma hiš. Čeprav kmetov to osebno ni osvobodilo, jim je dalo svobodo pri upravljanju njihovih obrestonosnih premoženjskih enot. Albert je zato leta 1217 posestvo podaril „ci omnibus hominibus in eadem villam pertinentibus et filiis eorum in perpetuum“ (z vsemi ljudmi, ki pripadajo tej vasi, in vsemi njihovimi prihodnjimi potomci). Vendar je Vasja vas ostala last Vetrinja le nekaj desetletij. Leta 1264 se pojavi v listini iz Vetrinja kot priča mož z imenom Hadolt iz Vasje vasi. To je edina omemba Vetrinja. Okoli leta 1443 je bila Vasja vas že v lasti rodbine Pibriach, ne da bi bila ohranjena menjalna ali kupna pogodba. Ta rodbina, po kateri se imenuje grad Biberstein v Sokovi (Himmelberg), je v 15. in 16. stoletju od Silbersteinov iz Otmanj in Silberbersteinov iz Timenice za svoj urad Vasji vasi, ki je bil oddaljena izpostava bibersteinskega gospostva, pridobila številna druga posestva.
Urad v Vasji vasi je naveden na koncu registra njihovega glavnega gospostva iz leta 1560. Imel je majhno posestvo v okolici vasi in je obsegal 16 podanikov (od tega deset v sami Vasji vasi). Leta 1565 je urad Vasja vas skupaj s posestvom Biberstein prešel v last rodbine  Khevenhüllerjev, ki ga je skupaj s Timenico v okviru notranjih družinskih konsolidacij nazadnje priključila posestvu Karlsberg  v zgornjekoroški dolini reke Gline. 

### Katastrska občina Vasja vas
Vasjevaški urad (identičen današnji katastrski občini) je bil z 19 hektarji zelo majhen, vendar je obsegal celotno naselje, sestavljeno iz desetih majhnih posestev z gradbenimi parcelami, hišnimi vrtovi in vaškimi zemljišči. To je povzročilo utesnjenost vasi, ki je bila povod za številne spore in je v primeru požarov predstavljala največjo nevarnost za celotno naselje. 

### Zemljiške dajatve
Vsa posestva so bila glede na svojo majhnost obremenjena z visokimi davki. Primera sta obe hubi  Urč in Jurč, ki je od leta 1764 v lasti družine Kulle. K temu posestvu je pripadalo le pet njiv, travnik in hišni vrt. Na njivah so bili posejani le trije »kvartarji« (nem. [] = četrtina funta) žita (nem. drei Vierlinge Getreide), vresa, proso, fižol, grah, leča, lan, konoplja in detelja. Zemlja je zadoščala le za dva vola. Dve kravi in štiri prašiče so gnali na vaške pašnike. Za to majhno posest je bilo treba leta 1790 plačati naslednje davke. 

### Dajatve hube Urč v Vasji vasi (1790)
- Državni davki: 20 guldenov
- Zemljiška renta za gospostvo: 14 guldenov; neizmerjena košnja robote v Timeniškem blatu;
- Dajatev za Gospo Sveto  ali Taggenbrunn (Pograč)  (5 kvartarjev (nem. Vierling) (pribl. 250 kg)
- Zbirka za župnika Timenice: 15 Kreuzer, 4 1/2 hlebca kruha in 4 litre ječmenovih štrukljev
- Zbirka za zakristana Timenice: 10 snopov pšenice in 20 snopov rži
- Dvorni oves gospostvu Gospe Svete: 6 litrov
- Renta za gozdni delež na Krištofovi gori: 22 jajc
- Mostne pravice za uporabo Žilejevega mosta: 8 litrov ajde. [10]

### Novejši razvoj naselitve
Do leta 1940 se poselitev v vasi, v kateri so že stoletja živeli gostilničar in nekaj obrtnikov, skoraj ni spremenila. Potem so zgradili transformatorsko postajo in z njo povezana poslopja. Kljub temu je imela Vasja vas leta 1951 le še 15 hiš in 85 prebivalcev. Z ustanovitvijo trgovine Konsum (1950), odprtjem druge gostilne in preselitvijo banke Raiffeisen je vas v zadnjih desetletjih pridobila nekatere osrednje vaške funkcije.
Predvsem pa je gradnja številnih enodružinskih hiš povzročila hitro, neorgansko rast, saj se je število hiš in prebivalcev samo v sedemdesetih letih prejšnjega stoletja več kot podvojilo. Ob popisu leta 1991 je imela Vasja vas že 96 hiš in 308 prebivalcev, s čimer je bilo največje naselje v občini. Od takrat se je razvoj precej upočasnil. Mlajša generacija se je iz novih stanovanjskih naselij iz sedemdesetih let prejšnjega stoletja odselila, število prebivalcev pa je stagniralo. 

## Ledinska imena
Ledinska imena so bila na osnovi občinske zgodovine  občinski Štalenske gore Wilhelma Wadla znanstveno obdelana za celotno Celovško polje v okviru znanstveno raziskovanega dela Enciklopedije slovenske kulturne zgodovine na Koroškem od Bojana-Ilija Schnabla.  Važen uradni vir predstavlja tudi Franciscejski kataster, ki so objavljeni na spletu dežele Koroške. Zgodovinski fonetski zapisi predstavljajo slovensko narečno obliko, v kolikor so le-to uradniki češkega porekla razumeli. 
V Vasji vasi so zapisana sledeča ledinska imena:
- Zapužko polje (nem. Haager Feld)[18]) (severo-zahod)
- Zgornje polje (nem. Oberfeld)[19] (severo-vzhod)
- Vasjevaško polje (nem. Lassendorfer Feld)[20] (jugo-vzhod)
- Na Uresi, Na vresi (nem. Na Uresi)[21] (jug)
- Mačjevaško polje (nem. Matzendorfer Feld)[22] (jugo-zahod)
- Na Tamnah (?)[23][24] (nem. Sechzigerberg)[25] (jugo-zahod).[26]

## Hišna imena
Wadl navaja sledeča hišna imena:
- p.d. Urč (> nem. Urtsch / Urtschhube);
- p.d. Jurč, huba (> nem. Jurtsch / Jurtschhube).[27][28][29]

## Narečje
Tu nekoč še domače in še živo slovensko narečje je (bila) ‘’poljanščina Celovškega polja’’, kot je bilo raziskovano v disertaciji leta 1973 in terminološko tako opredeljeno v okviru znanstveno-raziskovalnega dela na Enciklopediji slovenske kulturne zgodovine na Koroškem na osnovi novih raziskovanj o Celovškem polju samem. 
Zgodovinsko je področje dekanije, ki sega na jugu do Drave, pripadalo prafari Gospe Svete, kar cerkveno-zgodovinsko ter cerkveno-pravno tudi obrazloži skupno narečno področje osrednje-južnokoroškega narečja oz. »poljanščine Celovškega polja«.
Dialektološke raziskave to jezikovno zgodovino potrjujejo.
Domače narečje, hišna in ledinska imena, imena ljudi ter zgodovina kraja so zapisani v številnih literarnih delih domačina Bojana-Ilije Schnabl. Južno od vasi leži Vasjevaško polje.
Domačinu Moličniku je 2022 postavljen literarni spomenik v črtici domačega avtorja pod naslovom "Prisrčna zgodba o ta rajnem Moličniku in o njegovi vegeti".
Nemščina oziroma nemško narečje je tu prisotno v obliki osrednjega koroškega nemškega narečja.

## Literarna podoba
- Bojan Schnabl: Prisrčna zgodba o ta rajnem Moličniku in o njegovi vegeti. Pratika 2022, Mohorjeva založba, Celovec 2022, str. 104-110.